# Енгельберт Беш
Енгельберт Беш (нім. Engelbert Bösch, 25 лютого 1912, Санкт-Маргретен — 8 червня 1979, Вінтертур) — швейцарський футболіст, що грав на позиції нападника. Виступав, зокрема, за клуби «Цюрих», «Берн», «Ла-Шо-де-Фон», а також національну збірну Швейцарії. Найкращий бомбардир чемпіонату Швейцарії 1935 року.

## Клубна кар'єра
В складі клубу «Цюрих» грав в 1931—1933 роках. В чемпіонаті Швейцарії 1932 року клуб виграв Групу 1 і вийшов до фінального турніру для чотирьох команд. «Цюрих» і «Лозанна» набрали однакому кількість очок і для визначення чемпіона був призначений додатковий матч між цими суперниками, що відбувся 3 липня 1932 року і завершився поразкою команди Беша з рахунком 2:5. В наступному сезоні «Цюрих» не претендував на високі місця і став п'ятим у групі 2.
Наступні три роки виступав у складі клубу «Берн» у вищому дивізіоні чемпіонату Швейцарії. Найвищий результат, якого досягла команда в ті роки — четверте місце в лізі в 1934 і 1936 роках>. В 1935 році став найкращим бомбардиром чемпіонату з показником у 27 голів. Також з командою грав у півфіналі Кубка Швейцарії в 1935 і 1936 роках.
Влітку 1936 року брав участь в Кубку Мітропи. Швейцарські клуби вперше отримали запрошення виступити в турнірі, розпочинали свій шлях в кваліфікаційному раунді і всі четверо представників не змогли пройти далі. «Берн» зустрічався з італійським клубом «Торіно» і без шансів двічі програв 1:4 і 1:7.
Після цього недовго перебував в клубі «Мюлуз», але швидко повернувся в Швейцарію і грав за клуб «Ла-Шо-де-Фон». За три роки виступів встиг вилетіти з командою в другій дивізіон і одразу повернутися назад.
У 1940 році повернувся в «Цюрих». Допоміг команді піднятися в вищий дивізіон. Загалом у складі «Цюриха» в 1931—1933 і 1940—1942 роках зіграв 94 матчі і забив 47 голів. З них 48 матчів і 27 голів у чемпіонаті, 7 матчів в перехідному чемпіонаті, 10 матчів і 9 голів в кубку Швейцарії, решта — товариські матчі.
Також є згадки про виступи Беша у австрійському клубі «Лустенау 07» і швейцарському «Вінтертурі». Обидві команди грали на нижчих рівнях національних першостей.

## Виступи за збірну
У 1935 році дебютував в офіційних матчах у складі національної збірної Швейцарії в матчі проти Чехословаччини в Кубку Центральної Європи з футболу 1933—1935. Відзначився забитим голом, але його команда програла з рахунком 1:3. В тому ж році зіграв за збірну ще три матчі, голів більше не забивав.

## Статистика виступів

### Статистика виступів в чемпіонаті
Виступи в чемпіонаті Швейцарії.
| Сезон                       | Матчі | Голи | Клуб         |
| --------------------------- | ----- | ---- | ------------ |
| Чемпіонат Швейцарії 1931/32 | 17    | 7    | Цюрих        |
| Чемпіонат Швейцарії 1932/33 | 13    | 4    | Цюрих        |
| Перехідна ліга 1932/33      | 7     | 0    | Цюрих        |
| Чемпіонат Швейцарії 1933/34 | 29    | 24   | Берн         |
| Чемпіонат Швейцарії 1934/35 | 24    | 27   | Берн         |
| Чемпіонат Швейцарії 1935/36 | 21    | 17   | Берн         |
| Чемпіонат Швейцарії 1936/37 | 18    | 12   | Ла Шо-де-Фон |
| Другий дивізіон 1937/38     | ?     | ?    | Ла Шо-де-Фон |
| Чемпіонат Швейцарії 1938/39 | 20    | 6    | Ла Шо-де-Фон |
| Другий дивізіон 1940/41     | 12    | 12   | Цюрих        |
| Чемпіонат Швейцарії 1941/42 | 6     | 4    | Цюрих        |

### Статистика виступів у Кубку Мітропи
| №                      | Розіграш               | Стадія                 | Дата та місце проведення | Команда 1              | Рахунок | Команда 2 | Голи |
| ---------------------- | ---------------------- | ---------------------- | ------------------------ | ---------------------- | ------- | --------- | ---- |
| 1                      | 1936                   | кв. раунд              | 07.06.1936 Берн          | Берн                   | 1:4     | Торіно    |      |
| 2                      | 1936                   | кв. раунд              | 14.06.1936 Турин         | Торіно                 | 7:1     | Берн      |      |
| Всього в Кубку Мітропи | Всього в Кубку Мітропи | Всього в Кубку Мітропи | Всього в Кубку Мітропи   | Всього в Кубку Мітропи | 2       |           | 0    |